# Kostel svatého Václava (Dolní Krupá)
Kostel svatého Václava v Dolní Krupé je barokně upravená sakrální stavba původně ze druhé poloviny 13. století, který se nachází v centrální části obce Dolní Krupá v okrese Mladá Boleslav ve Středočeském kraji. Kostel je spolu s márnicí a ohradní zdí přilehlého hřbitova chráněn jako kulturní památka.

## Historie

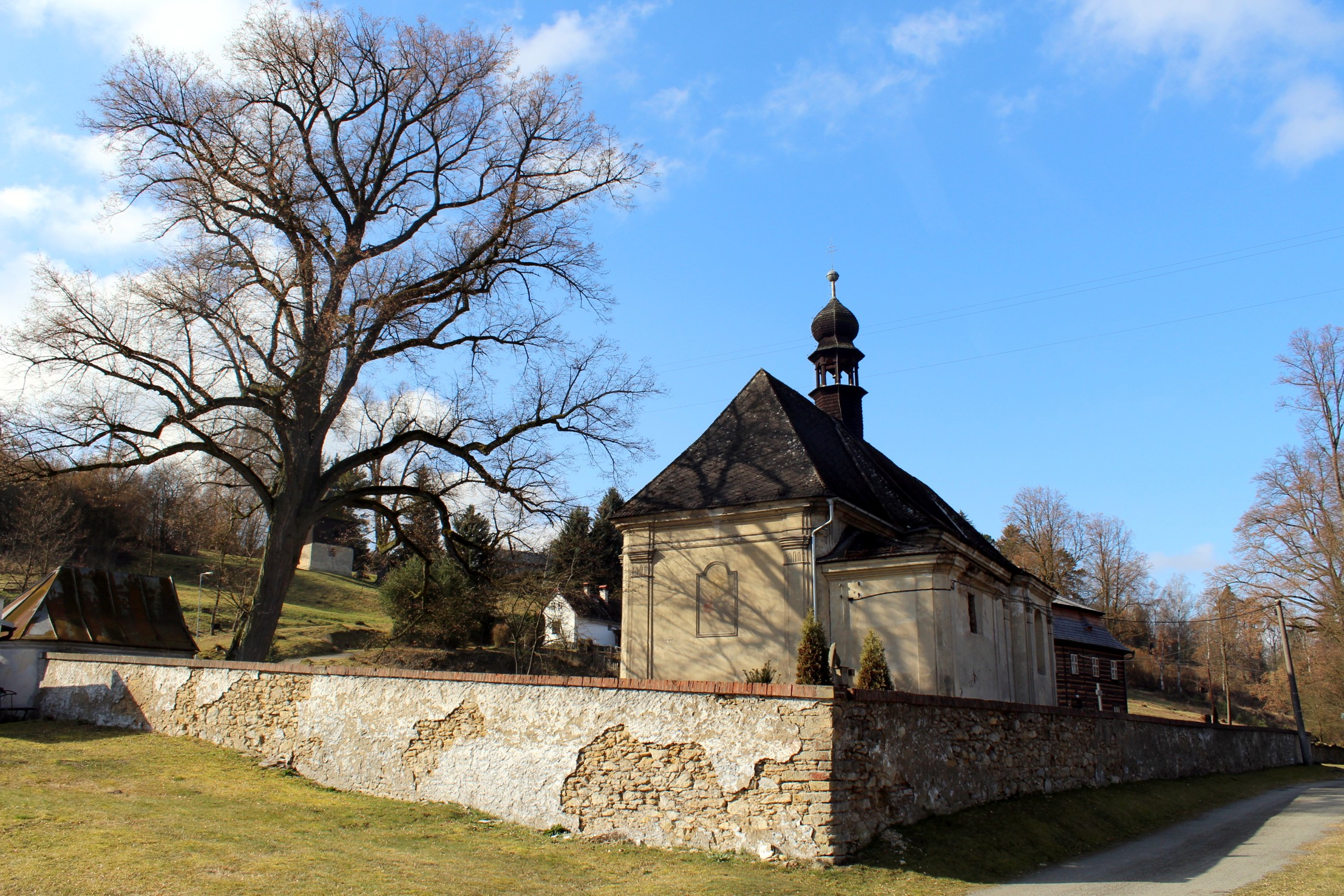
Kostel sv. Václava v Dolní Krupé (památná lípa na snímku vlevo byla zničena bouří v květnu 2024)

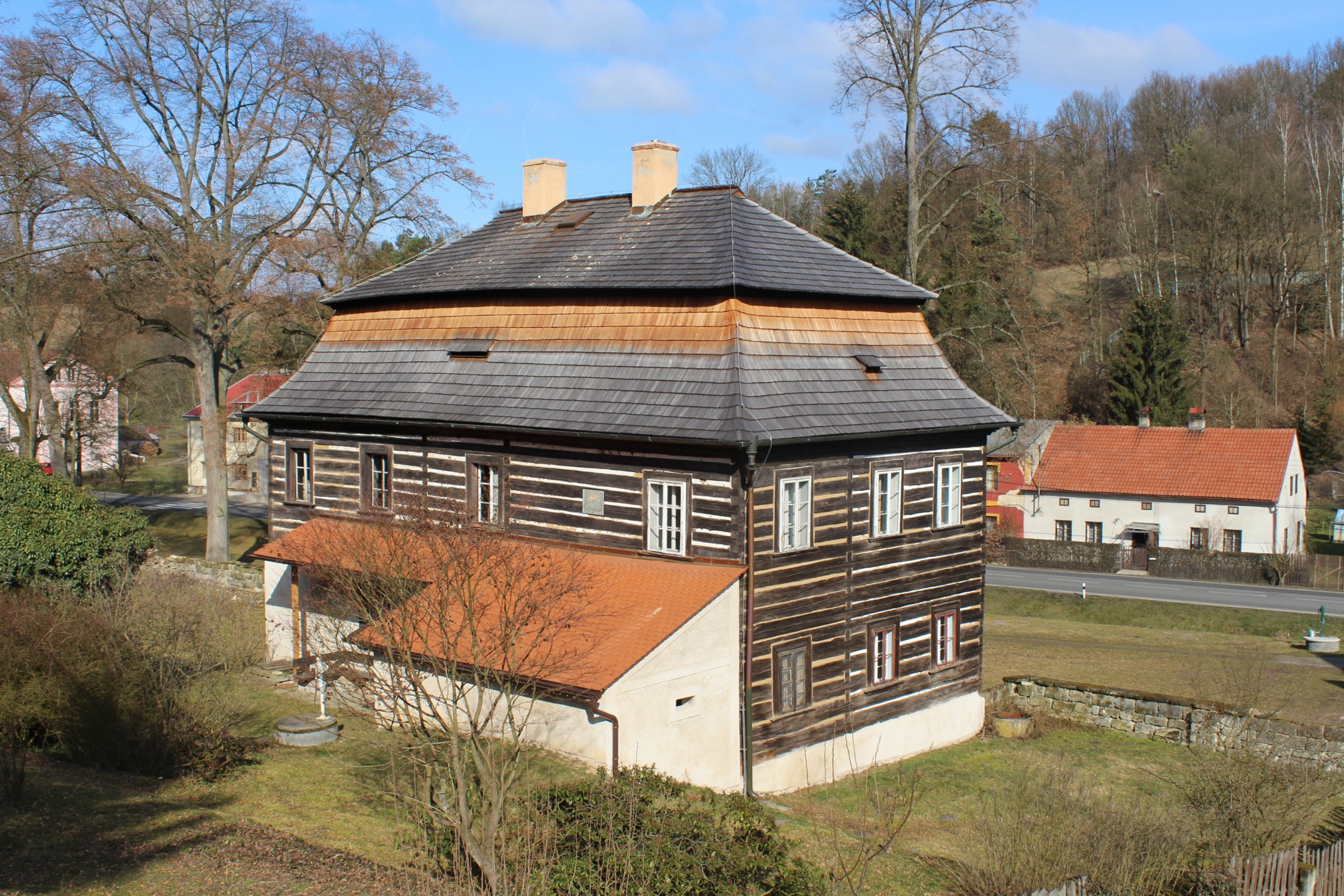
Roubená fara vedle kostela

Historicky doložené počátky kostela sahají až do 13. století a kostel je v písemnostech připomínaný roku 1283 (1293). Roku 1767 pak Dolní Krupá opět po staletích mohla přivítat svého sídelního faráře, protože farnost byla kanonicky nově zřízena, pro nějž byla roku 1785 vystavěna pozoruhodná, dodnes dochovaná budova patrové roubené fary s mansardovou střechou. Kostel byl v roce 1783 barokně upraven a rozšířen do dnešní podoby.

## Architektura
Kostel je obdélný, jednopatrový se zaoblenými nárožími a pravoúhlým presbytářem s obdélnou sakristií po severní straně. Na nárožích kostela jsou pilastry. Průčelí s portálem je vypjato segmentovým štítem. Nad presbytářem se nalézá sanktusník. Vnitřek lodi a sakristie mají valenou klenbu s lunetami. Na lodi kostela jsou nástěnné pilastry a úseky kladí. Presbytář je zaklenut plackou.

## Vybavení kostela
Zařízení kostela je barokové a rokokové. Hlavní oltář je rokokový, rámový. Je nesen anděly pocházející z období kolem roku 1745, s původními sochami sv. Víta a Ludmily a novějším obrazem sv. Václava pocházejícím z poloviny 19. století. Dva boční oltáře jsou raně barokní, portálové s točitými sloupy a nástavci, z nichž jeden má architektonický portál, zatímco druhý rozvilinový. Oba pocházejí z období kolem roku 1700. Z téhož období pochází i hranolová kazatelna s náročními sloupky, mezi nimiž se nacházejí obrazy Čtyř evangelistů v rozvilinových rámech. V lodi se nachází také další boční oltář, který je opatřen barokním baldachýnem na sloupech z 1. poloviny 18. století. Sochy na něm pocházejí z 19. století. Cínová křtitelnice pochází z roku 1607. Barokní umělecky hodnotné sošky Kalvárie byly zhotoveny v 1. polovině 18. století. Lidový krucifix pochází z 18. století. Interiér je vybaven skleněným barokním mnohoramenným lustrem. Obraz sv. Huberta z roku 1826 pochází od J. Patočky. Zařízení bylo v 19. století dále modernizováno a na sklonku 20. století utrpělo velké ztráty četnými vloupáními.[zdroj?]

## Okolí kostela
Na návrší nad kostelem se nachází zvonice. Je barokní, obdélného půdory. Zvonice pocházející z 18. století je v přízemí zděná, v patře pak roubená. V obci je také pozdně barokní socha sv. Jana Nepomuckého z roku 1786, která byla opravena v roce 1892.